# Port lotniczy Eldoret
Port lotniczy Eldoret (IATA: EDL, ICAO: HKEL) – międzynarodowy port lotniczy położony 16 km od Eldoret, w zachodniej Kenii.

## Kierunki lotów i linie lotnicze
| Linia Lotnicza  | Kierunek                       |
| --------------- | ------------------------------ |
| Fly540          | 1. Kisumu 2. Lodwar 3. Nairobi |
| Jambojet        | 1. Nairobi                     |
| Kenya Airways   | 1. Nairobi                     |
| Skyward Express | 1. Lodwar 2. Nairobi-Wilson    |